# 阿爾馬茲·阿亞納
阿爾馬茲·阿亞納·埃巴（Almaz Ayana Eba，1991年11月21日—），埃塞俄比亚女子长跑运动员，主攻3000米、5000米和一万米。在2016年夏季奥林匹克运动会女子10000米比赛上，以29分17秒45的成绩打破中国选手王军霞保持了近23年的纪录获得金牌，里约奥运会上她还获得5000米铜牌（14:33.59）。她也曾赢得2013年世界田径锦标赛5000米铜牌和2015年世界田径锦标赛5000米金牌，以及2014年非洲田径锦标赛5000米金牌（15:32.72）。

## 外部連結
- 阿爾馬茲·阿亞納在的頁面
- Diamond league profile